# سیارک ۲۰۰۱۷

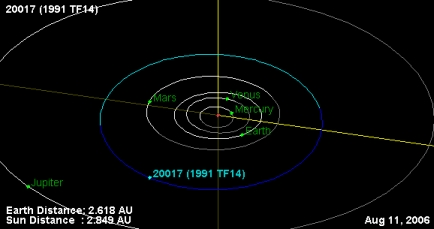
نمایی از محل قرارگیری سیارک ۲۰۰۱۷ در مدار - ۲۰۰۶

سیارک ۲۰۰۱۷ (به انگلیسی: 20017 Alixcatherine، نامگذاری:1991TF14) بیست هزار و هفدهمین سیارک کشف شده‌است که در ۲ اکتبر ۱۹۹۱ کشف شد.
قدر مطلق سیارک برابر ۱۹.۵ است.